# Русько, Алексей Никитич
Алексей Никитич Русько (18 апреля 1906, Белосток — 25 августа 1964, Киев) — советский украинський педагог и учёный-химик, кандидат педагогических наук (1948), ректор Киевского государственного университета имени Т. Г. Шевченко (1938—1944), заместитель министра народного образования УССР (1944—1958), директор Научно-исследовательского института педагогики УССР (1958—1964), член-корреспондент Академии педагогических наук РСФСР (1957).

## Биография
Родился 18 апреля 1906 года в Белостоке, в семье рабочего.
С 1919 по 1925 год работал слесарем. С 1925 года вступил в КПСС. В 1932 году окончил Киевский химико-технологический институт. С 1930 по 1938 год преподавал в Киевском педагогическом институте (деканом химического факультета, заместителем директора, исполняющим обязанности директора института).
В 1938 году стал ректором Киевского государственного университета имени Тараса Шевченко. В феврале 1942 года, через год после начала Великой Отечественной войны стал ректором Объединенного Украинского университета на базе Киевского и Харьковского университетов, который был эвакуирован в Кзыл-Орда.
С 1 сентября по ноябрь 1943 года был назначен и. о. ректора Харьковского государственного университета. С ноября 1943 года и до 1944 года вернулся к обязанностям ректора Киевского университета.
С 1944 по 1958 год был заместителем министра народного образования УССР. С 1948 года стал кандидатом педагогических наук. С 1957 года выбран членом-корреспондентом Академии педагогических наук (АПН) РСФСР.
С 1958 по 1964 год стал главой Научно-исследовательского института педагогики УССР.
Скончался 25 августа 1964 года в Киеве, похоронен на Байковом кладбище.